# Guido Kratschmer
Guido Kratschmer (Großheubach, 10 gennaio 1953) è un ex multiplista tedesco.

## Biografia
Specialista della disciplina del decathlon si mise in luce per la prima volta ai campionati europei di Roma 1974 conquistando il terzo posto. Due anni più tardi ai Giochi olimpici di Montréal 1976 vinse la medaglia d'argento dietro lo statunitense Bruce Jenner, dopo aver chiuso al primo posto nella classifica provvisoria al termine della prima giornata di gare. Era considerato uno dei grandi favoriti alla vittoria del titolo alle Olimpiadi di Mosca 1980, ma la Germania Ovest aderì al boicottaggio statunitense, impedendogli così la partecipazione alla manifestazione. Kratschmer aveva infatti fatto segnare la migliore prestazione mondiale stagionale nei due anni precedenti e il 14 giugno 1980 stabilì il nuovo primato mondiale con 8 649 punti (corretto successivamente in 8 667 punti in base alle attuali tabelle in vigore dal 1985), strappandolo a Daley Thompson, che lo aveva fatto registrare solo un mese prima e che in luglio avrebbe poi vinto il titolo olimpico. 
Prese parte alla prima edizione dei campionati mondiali di Helsinki 1983 concludendo la gara in nona posizione e l'anno seguente, ai Giochi di Los Angeles 1984, terminò la prova ai piedi del podio.
Durante la preparazione in vista di Seul 1988 si ruppe il tendine d'achille e decise dunque di abbandonare l'attività agonistica. Successivamente provò a prendere parte alla sua terza Olimpiade, questa volta invernale, cercando di qualificarsi ad Albertville 1992 nel bob a due come frenatore, ma fallita l'impresa si ritirò definitivamente dalle competizioni. 

## Palmarès
| Anno | Manifestazione  | Sede        | Evento    | Risultato | Prestazione | Note |
| ---- | --------------- | ----------- | --------- | --------- | ----------- | ---- |
| 1974 | Europei         | Roma        | Decathlon | Bronzo    | 8 132 p.    |      |
| 1976 | Giochi olimpici | Montréal    | Decathlon | Argento   | 8 411 p.    |      |
| 1983 | Mondiali        | Helsinki    | Decathlon | 9º        | 8 096 p.    |      |
| 1984 | Giochi olimpici | Los Angeles | Decathlon | 4º        | 8 326 p.    |      |